# Flaix TV
Flaix TV era una cadena de televisión local de Barcelona impulsada en 2001 por Grup Flaix y el Grupo Mediapro con la participación de Òmnium Cultural. La dirección de la cadena estaba a cargo de Ferran Cera.
Las emisiones (analógicas terrestres) se iniciaron el 21 de abril de 2001. En su momento de máxima difusión Flaix TV disponía de licencias de televisión local en las cuatro capitales catalanas. En 2004, en un acuerdo con el Grupo Godó propietario de CityTV, Flaix TV traspasó a este sus frecuencias de Tarragona, Lérida y Gerona. Según dicho acuerdo, FlaixTV gestionaría un canal TDT en el multiplex de Emissions Digitals de Catalunya que controla el Grupo Godó, punto este último que no ha llegado a realizarse.
En agosto de 2005 la Generalidad de Cataluña autorizó al grupo Vocento la compra del 75% de Flaix TV, a la que integró en su red de televisiones locales con el nombre de urBe TV. En esta transacción se adquirió la licencia de emisión de Barcelona, la programación y se transfirió el personal de la cadena, pero no la marca FlaixTV que continúa siendo propiedad del Grup Flaix.
Así pues, Flaix TV cesó sus emisiones en septiembre de 2005.

## Programación
La programación del canal, orientada a un público joven, estaba centrada en videoclips, reportajes de música, moda y deportes de aventura. La programación, principalmente de producción propia, se emitía íntegramente en catalán. 